# Saint-Méloir-des-Ondes
Saint-Méloir-des-Ondes (bret. Sant-Meleg) – miejscowość i gmina we Francji, w regionie Bretania, w departamencie Ille-et-Vilaine.
Według danych na rok 1990 gminę zamieszkiwało 2588 osób, a gęstość zaludnienia wynosiła 88 osób/km² (wśród 1269 gmin Bretanii Saint-Méloir-des-Ondes plasuje się na 223. miejscu pod względem liczby ludności, natomiast pod względem powierzchni na miejscu 289.).